# Petromantis martynovi
Petromantis martynovi  (лат.) — ископаемый вид скорпионниц рода Petromantis из семейства Permochoristidae. Один из древнейших представителей отряда скорпионницы. Обнаружен в пермских ископаемых останках (Россия, Казань, Tikhie Gory, Baitugan Formation, роудский ярус, 270 млн лет). Длина переднего крыла 7,9 мм.
Включён в состав рода Petromantis Handlirsch 1904 вместе с видами Petromantis dubiosa, P. dubia, P. rossica, P. udmurtica, P. karpenkoae. Таксон Petromantis близок к роду скорпионниц Neudolbenus. Вид был впервые описан в 1978 году немецким энтомологом профессором Райнером Вилльманом (Rainer Willmann). Это один из древнейших видов скорпионниц и всех представителей отряда Mecoptera наряду с такими видами как Westphalomerope maryvonneae и Pseudomerope mareki.